# Libelle (motorfiets)
Libelle is een historisch merk van scooters.
In 1950 begon de productie van de scooters, waar 98- en 118cc-inbouwmotoren van ILO in gemonteerd waren. Het waren zeer eenvoudige modellen en in omdat in de eerste helft van de jaren vijftig een groot aantal bedrijven scooters gingen maken was de concurrentie zeer groot. Libelle produceerde de laatste exemplaren in 1952.